# Muryolobo
Muryolobo is een bestuurslaag in het regentschap Jepara van de provincie Midden-Java, Indonesië. Muryolobo telt 6034 inwoners (volkstelling 2010).